# Шунтук (река)
Шунтук (устар. Шентук) — река в России, протекает по территории Майкопского района Адыгеи. Устье реки находится в 140 км по левому берегу реки Белая. Длина реки — 12 км, площадь водосборного бассейна — 34,5 км². Высота устья — 276,2 м над уровнем моря.
Протекает через посёлок Садовый, хутор Шунтук и посёлок Подгорный.

## Данные водного реестра
По данным государственного водного реестра России относится к Кубанскому бассейновому округу, водохозяйственный участок реки — Белая. Речной бассейн реки — Кубань.